# Minou (Burkina Faso)
Pour les articles homonymes, voir Minou.
Minou est une commune rurale située dans le département de Boni de la province de Tuy dans la région des Hauts-Bassins au Burkina Faso.

## Santé et éducation
Le centre de soins le plus proche de Minou est le centre de santé et de promotion sociale (CSPS) de Boni.